# Aulacospermum
Aulacospermum är ett släkte i familjen flockblommiga växter. Släktets arter förekommer i Centralasien.

## Arter
Enligt Plants of the World Online har släktet 15 accepterade arter:
- Aulacospermum anomalum (Ledeb.) Ledeb.
- Aulacospermum darwasicum (Lipsky) Schischk.
- Aulacospermum gonocaulum Popov
- Aulacospermum gracile Pimenov & Kljuykov
- Aulacospermum ikonnikovii Kamelin
- Aulacospermum multicaule Pimenov & Tojibaev
- Aulacospermum multifidum (Sm.) Meinsh.
- Aulacospermum plicatum Pimenov & Kljuykov
- Aulacospermum popovii (Korovin) Kljuykov, Pimenov & V.N.Tikhom.
- Aulacospermum roseum Korovin
- Aulacospermum schischkinii V.M.Vinogr.
- Aulacospermum stylosum (C.B.Clarke) Rech.f. & Riedl
- Aulacospermum tenuisectum Korovin
- Aulacospermum tianschanicum (Korovin) C.Norman
- Aulacospermum turkestanicum (Franch.) Schischk.